# Moratalaz
Moratalaz is een district ten oosten van het centrum van de Spaanse hoofdstad Madrid. In het noorden grenst het district aan Ciudad Lineal. In het westen grenst het stadsdeel aan Retiro, en in het oosten aan Vicálvaro. Moratalaz telt ongeveer 106.000 inwoners.

## Wijken
- Pavones
- Horcajo
- Marroquina
- Media Legua
- Fontarrón
- Vinateros

Centro · Arganzuela · Retiro · Salamanca · Chamartín · Tetuán · Chamberí · Fuencarral-El Pardo · Moncloa-Aravaca · Latina · Carabanchel · Usera · Puente de Vallecas · Moratalaz · Ciudad Lineal · Hortaleza · Villaverde · Villa de Vallecas · Vicálvaro · San Blas · Barajas